# Lady Lake
Lady Lake es un pueblo ubicado en el condado de Lake en el estado estadounidense de Florida. En el Censo de 2010 tenía una población de 13.926 habitantes y una densidad poblacional de 643,09 personas por km².

## Geografía
Lady Lake se encuentra ubicado en las coordenadas 28°55′28″N 81°55′47″O / 28.92444, -81.92972. Según la Oficina del Censo de los Estados Unidos, Lady Lake tiene una superficie total de 21.65 km², de la cual 20.91 km² corresponden a tierra firme y (3.44%) 0.75 km² es agua.

## Demografía
Según el censo de 2010, había 13.926 personas residiendo en Lady Lake. La densidad de población era de 643,09 hab./km². De los 13.926 habitantes, Lady Lake estaba compuesto por el 90.82% blancos, el 5.09% eran afroamericanos, el 0.35% eran amerindios, el 1.08% eran asiáticos, el 0.09% eran isleños del Pacífico, el 1.31% eran de otras razas y el 1.26% pertenecían a dos o más razas. Del total de la población el 4.27% eran hispanos o latinos de cualquier raza.